# Фу-Фу
Фу-Фу (тайск. ฟูฟู) — пёс породы миниатюрный пудель, офицер авиации военно-воздушных сил и питомец Маха Вачиралонгкорна, наследного принца Таиланда и будущего короля. Был любимцем принца и часто сопровождал его на королевских приёмах. По словам Махи, его вторая дочь Сириваннавари Нариратана купила пса возрастом около месяца на рынке Чатучак в Бангкоке в 1997 году вместе с несколькими кроликами, хомяками и другими собаками. Он был «довольно милым, но казался очень слабым», и из-за юного возраста дочери персонал дворца поместил пса в приют для животных. Иногда Фу-Фу демонстрировался публике, как это произошло во время выставки домашних животных в Накхонпатхоме в декабре 2006 года, где он «излучал очарование и выполнял хитроумные трюки».
В 2007 году в средства массовой информации утекла видеозапись празднования 30-летия третьей жены Вачиралонгкорна, принцессы Срирасми в 2001 году, на которой видно, как принцесса практически обнажённая в присутствии нескольких придворных лежит на полу и ест торт рядом с Фу-Фу. Через несколько месяцев после этого посол США Ральф Бойс присутствовал на торжественном ужине в честь наследного принца и впоследствии рассказал, что Фу-Фу был одет в «официальный вечерний наряд с варежками для лап». Бойс также сообщил, что пса «повысили» до звания главного маршала авиации Королевских ВВС Таиланда. Согласно телеграмме посла в Вашингтон, обнародованной в результате утечки дипломатических телеграмм США в 2010 году, «в какой-то момент [мероприятия 2007 года] во время исполнения второго номера группы он запрыгнул на главный стол и начал лакать воду из бокалов гостей, включая мой собственный. Выходка главного маршала авиации привлекла всеобщее внимание более чем 600 зрителей и по сей день остаётся предметом обсуждения в городе».
Фу-Фу умер в 2015 году в возрасте 17 лет. За этим последовали четыре дня буддийских похоронных обрядов и кремация собаки, фотографии с которых широко распространялись в социальных сетях Таиланда. Похороны вызвали комментарии тайцев как косвенное и ироничное отражение беспокойства по поводу престолонаследия короля, которое не может быть выражено публично в Таиланде из-за закона об оскорблении величества, который влечет за собой суровые наказания. Маха Вачиралонгкорн вступил на престол в 2016 году, получив титул короля Рамы X.